# Cymbopogon polyneuros
Cymbopogon polyneuros är en gräsart som först beskrevs av Ernst Gottlieb von Steudel, och fick sitt nu gällande namn av Otto Stapf. Cymbopogon polyneuros ingår i släktet Cymbopogon, och familjen gräs. Inga underarter finns listade i Catalogue of Life.